# Fort Branch
Le fort Branch est un fort construit par l'armée confédérée en particulier pour se défendre contre les attaques de l'armée de l'Union le long de la rivière Roanoke en Caroline du Nord.

## Position
Le fort est construit en 1862, le long de Rainbow Banks dans le comté de Martin, au sud-est de Hamilton, comme un endroit approprié pour la défense de la vallée de la Roanoke. Douze pièces d'artillerie sont positionnées dans le fort pour empêcher l'Union d'accéder pont de chemin de fer de Wilmington-Weldon, pont qui est stratégique pour l'armée de Virginie du Nord car il permet son approvisionnement en provenance du port de Wilmington(p129). Le fort sert aussi à protéger le site de construction du CSS Albamarle à Edward's Ferry(p129).

## Bataille de fort Branch
Le 12 décembre 1864, les membres du 2nd Massachusetts Heavy Artillery, du 27th Massachusetts Infantry, du 9th New Jersey Infantry, du 16th Connecticut Infantry, du 176th Pennsylvania Infanterie, de la batterie A du 3rd New York Heavy Artillery, et du 12th New York Cavalry sous le commandement du colonel Jones Frankle avancent vers le fort Branch. 
La nuit est très froide et très sombre, ce qui permet au contingent de l'Union de se déplacer facilement. Le colonel John Hinton, commandant le fort, est pris au dépourvu et est facilement capturé par le capitaine Samuel P. Russell de la batterie A du 3rd New York Heavy Artillery. Malgré ce premier succès, la décision de chasser les soldats confédérés des Weldon Junior Reserves donne le temps aux hommes de Hinton de se regrouper, et le fort est abandonné, comme Frankle et ses hommes se retirent vers Williamston, en Caroline du Nord.

## Mémoire
Sept canons sur les onze canons d'origines sont en exposition sur le site qui peut être visité(p129). Le premier week-end complet du mois de novembre, une reconstitution de la bataille est présentée(p129).